# Захват танкера «Туапсе»
Захват советского гражданского танкера «Туапсе» военно-морскими силами Китайской Республики произошёл 25 июня 1954 года в открытом море недалеко от территориальных вод Филиппин.

## Предшествующие события
18 июня 1949 года, Китайская Республика объявила политику закрытых портов, предусматривающую воздушную и морскую блокаду Китайской Народной Республики. Исполнительный юань также ввёл чрезвычайные меры по судоходству, распространив их сначала на китайские, а после и на иностранные суда, в том числе затрагивая международные воды, сознательно игнорируя международное морское право и законы адмиралтейства, объясняя это катастрофической ситуацией в гражданской войне с КНР.
Другую угрозу судоходству представляли и местные пираты, которые, в период с сентября 1949 по октябрь 1954 года, захватили 67 иностранных судов, а Королевский флот заявил о 141 инциденте в ходе серии операций «Патруль пролива Формоза». В тот же период, Великобритания направила Китайской республике 37 нот протеста.
13 февраля 1951 года произошёл первый крупный по освещаемости инцидент — три эсминца ВМС Китайской Республики по прямому приказу президента Китайской республики, Чана Кайши, захватили норвежское грузовое судно «Hoi Houw» в точке с координатами 24°13′00″ с. ш. 123°18′00″ в. д. в японских территориальных водах. 19 февраля того же года в Восточно-Китайском море канонерские лодки ААНСКР попытались захватить британский торговый корабль «Nigelock», полный фруктов и овощей вместе с другим судном — «Josephine Moller», но тем удалось оторваться от преследователей. Данные инциденты стали довольно массовыми, а 7 декабря 1952 года появились первые жертвы данной политики — из пулемёта был убит капитан судна «Rosita» Роберт Адамс, хоть его судно и сотрудничало при остановке кораблями ВМС Китайской Республики. Только к 1950 году, было зафиксировано тринадцать нападений на гражданские суда, а в международной прессе ВМС Китайской Республики прозвали пиратами.
Захваты иностранных судов силами ВМС Китайской Республики участились летом 1953 года, сразу после смерти Сталина и подписания Соглашения о перемирии в Корее.

## Захват корабля
21 июня 1954 года, гражданский танкер СССР «Туапсе», с 49-ю членами экипажа на борту, шедший из Одессы, и загруженный 11 702 тоннами румынского керосина, с частичными доставками во Владивосток и Шанхай, прибыл в гавань Виктории, дабы пополнить свои запасы. После этого, 23 июня тот прошёл через международный морской путь Балитангского канала в проливе Баши, направляясь в западную часть Тихого океана. На пути встретились силы флота КР, и танкер был перехвачен в точке 19°35′00″ с. ш. 120°39′00″ в. д., в коридоре между Тайванем и Филиппинами оперативной группой ВМФ Китайской республики, во главе с адмиралом Ма Цзи-чжуаном, главнокомандующим ВМФ КР, находившимся на флагмане флота — эсминце «Tan Yang» (DD-12), заранее получив от Чана Кайши разрешение на потопление судна при неповиновении. Когда корабль не отреагировал на требования остановиться, были произведены три выстрела из 127-миллиметровых орудий вблизи носа судна, тем самым заставив его остановиться. После этого, была сформирована штурмовая группа во главе капитана морской пехоты Чиу Чжун-мина, составом из около сотни морских пехотинцев и моряков, которая пошла на абордаж.
После этого, три моряка были избиты прикладами винтовок, когда те попытались спасти сорванный советский флаг, а ещё два инженера, выполнявшие попытки самоуничтожения движителя танкера, были сильно избиты, когда штурмовая группа смогла ворваться в забаррикадированные инженерные помещения. Как итог, корабль был отбуксирован в порт Гаосюн, а его экипаж был разделён на три группы по возрастному признаку, для допроса без перекрёстных контактов между захваченными, а капитан Калинин был вовсе помещён отдельно ото всех. Позже, военные Китая сообщили, что такие меры изоляции были предприняты в связи с тем, что капитан танкера приказал своему экипажу объявить голодовку.
Во время захвата судна, корабль успел подать сигналы бедствия, перед тем как радиостанция была уничтожена.

## Реакция
Заместитель министра иностранных дел СССР Зорин вызвал посла США Чарльза Боули для вручения ноты протеста, однако уже на следующий день Китайская Республика признала за собой захват танкера.
Представители Великобритании, Дании, СССР и других стран-жертв немедленно обратились в ООН с требованием действий, а также осудив данные события как пиратство и нарушение международной морской конвенции[конвенции были приняты в 1958 и 1982 гг.], но дальнейшие обращения СССР и Польши в МУС ни к чему не привели, так как Китайская Республика, будучи членом СБ ООН, не была признана негосударственным пиратским образованием.
Советская оперативная группа, в составе эсминца и фрегата, прибыла к военно-морской базе Килунг для оказания давления. Это усиление военно-морского присутствия СССР в западной части Тихого океана вызвало серьёзное беспокойство у Австралии и Новой Зеландии.
Посол США Карл Рэнкин потребовал освободить корабль и экипаж 9 июля, а также посещал министра иностранных дел Китайской Республики Джорджа Йе. Глава управления по делами Китая Госдепа США, Уотлер Макконахи, также пытался добиться освобождения корабля в переговорах с послом Тайваня — Веллингтоном Ку. Посол США в ООН, Генри Лодж, также писал Госсекретарю Даллесу о том, что попытки президента Эйзенхауэра договориться о немедленном освобождении танкера никак не повлияли на Чана Кайши.

## Члены экипажа
Более 20 членов экипажа под давлением[каким?] были вынуждены подписать просьбу об убежище в США, что делалось[кем?] для пропагандистской работы[кого?]. 9 членов экипажа оказались под покровительством Всемирной церковной службы, а двое из них выступали в радиопередаче Голоса Америки с критикой советского режима. Позже, пятеро из них пришли в советское посольство и попросили вернуть их на родину. Одного из них арестовали по обвинению в антисоветской агитации, и приговорили к 10 годам лишения свободы. Оставшиеся в США были заочно приговорены к смертной казни за измену Родине, а один из них потерял рассудок и был возвращён СССР, где его поместили в психиатрическую лечебницу на более 20 лет.
Ещё несколько членов экипажа, оставшихся на Тайване, под руководством советской разведки, бежали в Уругвай, откуда были вывезены в СССР. После пропагандистских пресс-конференций, все они были арестованы по обвинению в измене Родине. Анфилова и Бенковича приговорили к пятнадцати годам лишения свободы каждого, а Гвоздика и Зиброва — к двенадцати годам лишения свободы каждого. Но через несколько лет всех их амнистировали, а в 1990-х реабилитировали.
Четверо моряков, которые отозвали прошения о политическом убежище, были осуждены на десятилетние сроки Китайской республикой в связи с военным положением, к ним применялись пытки. После демократизации Китайской республики, в рамках освобождения политзаключённых, трое вернулось в СССР в 1988 году. По сообщениям тайваньцев, повар Всеволод Лопатюк принял решение остаться в стране, заявив, что ему всё нравится, и стал учителем русского языка.

Ещё несколько членов экипажа умерло — один покончил с собой, ещё двоё умерли в больнице (один — от болезни, другой — в психиатрической больнице).
М. В. Иваньков-Николов — радист с «Туапсе», побывавший в тайваньском плену, был обманом выманен советскими дипломатами возвратиться в СССР, ему пообещали что по возвращении «ему ничего не будет», по прибытии он был сразу же арестован по статье 58 («Измена родине»), свыше двадцати пяти лет содержался в психиатрических больницах (Херсонской, Казанской, Черняховской и др.). О его возвращении нигде в советской прессе не сообщалось. Впоследствии советская пропаганда в горбачёвский период утверждала, что он «остался в США, не пожелав возвращаться на Родину». Даже в условиях т. н. «политики гласности» советские власти официально признали «возвратившимися на Родину» только троих из членов экипажа «Туапсе».

## В искусстве
В 1958 году об истории захвата танкера был снят фильм «Ч. П. — Чрезвычайное происшествие», ставший лидером кинопроката 1959 года в СССР.